# ムロンゴヴォ

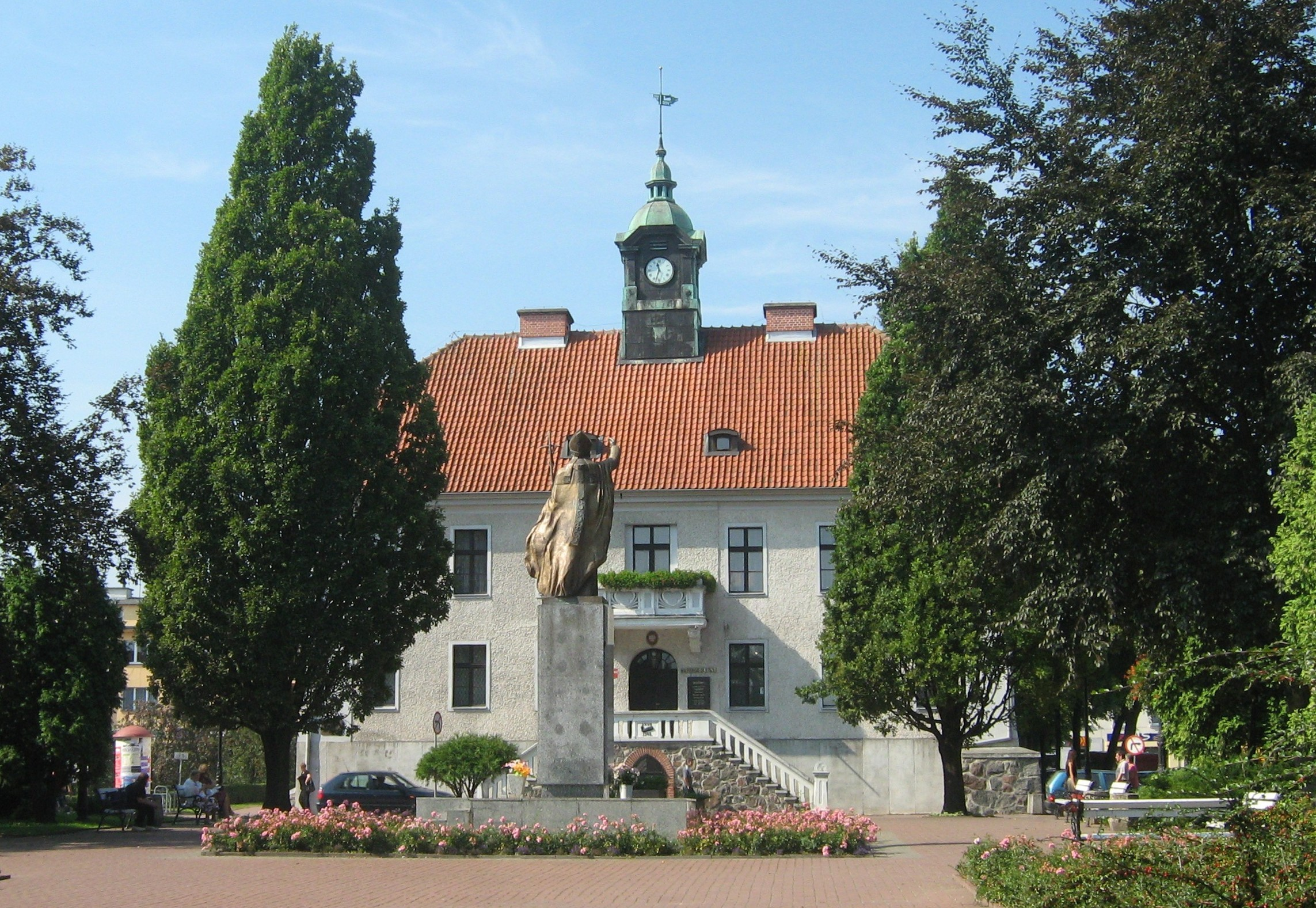

ムロンゴヴォ（Mrągowo [mrɔŋˈɡɔvɔ]）は、ポーランド、ヴァルミア＝マズールィ県ムロンゴヴォ郡にある町。旧称、ジョンジボルク（Żądźbork [ˈʐɔɲd͡ʑbɔrk]）。ドイツ語での名称はゼンスブルク（Sensburg [ˈzɛnsbʊʁk] ( 音声ファイル)）。
人口21,889人（2019年）。